# Nature Cell Biology
Nature Cell Biology — научный журнал, издаваемый Nature Publishing Group с 1999 года, посвящённый клеточной биологии.
В 2012 году журнал обладал импакт-фактором 20,4767.

## О журнале
Журнал публикует статьи, посвящённые последним достижениям в области клеточной биологии. Основные направления исследований, представленные в журнале, включают в себя:
- Мембранный транспорт и сортировка белков
- Слипание клеток и их миграция
- Трансдукция
- Протеолиз
- Апоптоз
- Организация транспорта в ядрах клеток
- Эволюционная биология
- Клеточный цикл и рост клеток
- Динамика цитоскелета и моторные функции молекул
- Транскрипция и хроматин
- Репликация и репарация ДНК
- Клеточные механизмы нейробиологии, иммунологии и болезней человека
- Микробиология
- Клеточная биология растений
- Стволовые клетки